# Коваль, Алексей Григорьевич
Алексей Григорьевич Коваль (род. 18 октября 1904 года, село Ляшковка Кобелякского уезда Полтавской губернии, теперь Царичанского района Днепропетровской области — † 19 октября 1985 года, Киев) — украинский советский партийный и государственный деятель, заместитель председателя Совета Министров УССР. Кандидат в члены ЦК КПУ в 1952 — 1966 г. Депутат Верховного Совета УССР 2-го созыва. Депутат Верховного Совета СССР 2-4-го созывов.

## Биография
Родился в семье крестьянина-бедняка. Окончил Полтавский сельскохозяйственный институт, работал агрономом.
В 1937 году вступил в ВКП(б).
Избирался заместителем председателя исполнительного комитета Полтавского городского совета, работал заведующим Полтавского областного земельного отдела.
В феврале 1947 — 1948 г. — 1-й заместитель министра сельского хозяйства Украинской ССР.
В 1948 — 1950 г. — заместитель председателя Совета Министров Украинской ССР по вопросам сельского хозяйства.
В 1950 — 1953 г. — председатель исполнительного комитета Полтавского областного совета депутатов трудящихся.
В 1953 — 1957 г. — министр совхозов Украинской ССР. Затем работал начальником отдела заготовок и производства сельскохозяйственной продукции Государственного планового комитета Совета Министров Украинской ССР. До февраля 1970 — заместитель председателя Государственного планового комитета Совета Министров Украинской ССР по сельскому хозяйству.
С февраля 1970 года — на пенсии.

## Награды
- три ордена Ленина (в т.ч. 11.09.1945; 23.01.1948; 26.02.1958)
- орден Трудового Красного Знамени
- медали

## Ссылка
- Справочник по истории Коммунистической партии и Советского Союза 1898—1991 (рус.)